# توپولوژی آغازین
در توپولوژی عمومی، توپولوژی آغازین (به انگلیسی: Initial Topology) (یا توپولوژی القایی یا توپولوژی ضعیف یا توپولوژی حدی یا توپولوژی تصویری) روی مجموعه ای چون {\displaystyle X}، نسبت به خانواده توابعی روی {\displaystyle X}، درشت‌ترین توپولوژی روی {\displaystyle X} است چنان‌که تمام توابع آن خانواده پیوسته شوند.
توپولوژی زیرفضایی و توپولوژی حاصلضربی، ساختارهایی هستند که هردو حالت‌های خاصی از توپولوژی آغازین اند. در حقیقت توپولوژی آغازین ساختاری است که می‌توان آن را به صورت تعمیم این نوع فضاها دید.
دوگان این مفهوم، توپولوژی پایانی می‌باشد که برای هر خانواده از توابع که به مجموعه {\displaystyle X} نگاشته می‌شوند، ظریف‌ترین توپولوژی روی {\displaystyle X} را تعریف می‌کند که بر حسب آن این توابع پیوسته باشند.